# Le Château du petit dragon
Pour plus de détails, voir Fiche technique et Distribution.
Le Château du petit dragon (Dragonworld) est un film réalisé par Ted Nicolaou (en) en 1994.

## Fiche technique
- Titre original : Dragonworld
- Titre français: Le Château du petit dragon
- Réalisation : Ted Nicolaou (en)
- Scénario : Charles Band, Michael McGann, Suzanne Glazener Naha et Ted Nicolaou (en)
- Production : Albert Band, Charles Band
- Sociétés de production : Moonbeam Entertainment, Full Moon Features
- Société de distribution : Paramount Pictures
- Musique : Richard Band
- Photographie : Alan M. Trow
- Montage : D. Brett Schramm
- Décors : Ian Watson
- Costumes : Philip Crichton
- Pays d'origine :  États-Unis,  Royaume-Uni,  Roumanie
- Langue originale : Anglais
- Format : 1.85:1
- Genre : Aventure, Science-fiction, Fantasy
- Durée : 86 minutes
- Budget :
- Dates de sortie :
  -  États-Unis  Canada : 29 juillet 1994 (Direct-to-video)
  -  France : 9 février 1995 (Direct-to-video)[1]

## Distribution
- Alastair Mackenzie (crédité en tant que Sam Mackenzie) : Johnny McGowan
- Courtland Mead : Jeune Johnny McGowan
- Janet Henfrey : Manquer Twittingham
- Stuart Campbell : Porter
- Brittney Powell : Beth Armstrong
- John Calvin : Bob Armstrong
- John Woodvine (en) : Lester MacIntyre
- Jim Dunk : Brownie McGee
- Lila Kaye (en) : Senhora Cosgrove
- Andrew Keir : Angus McGowan

## Bande originale
| 1.  | Main Title             |  | 2:39  |
| 2.  | Grandpa's Legend       |  | 6:59  |
| 3.  | Mrs. Cosgrove          |  | 2:03  |
| 4.  | Behold The Manor       |  | 5:34  |
| 5.  | Baby What?             |  | 0:54  |
| 6.  | Dad's Old Room         |  | 3:18  |
| 7.  | The Envelope For Taxes |  | 0:55  |
| 8.  | They Land              |  | 4:10  |
| 9.  | Bagpipes And Gravesite |  | 3:20  |
| 10. | Baby Dragon            |  | 2:20  |
| 11. | Showtime               |  | 6:50  |
| 12. | Yowler Goes Ape        |  | 2:49  |
| 13. | Getting Yowler Back    |  | 10:39 |
| 14. | All is Well            |  | 8:06  |